# Бібліотека імені Євгена Гуцала для дітей
Бібліотека імені Євгена Гуцала для дітей Солом'янського району м. Києва.

## Характеристика
Площа приміщення бібліотеки — 324 м², книжковий фонд — 26,7 тис. примірників. Щорічно обслуговує 2,6 тис. користувачів. Кількість відвідувань — 23,7 тис., книговидач — 53,0 тис. примірників.

## Історія бібліотеки
Бібліотека створена у вересні 1951 року. У 1967—2020 роках вона носила ім'я радянського партизана Петра Вершигори. З 2020 року носить назву на честь письменника Євгена Гуцала.
Структура бібліотеки: відділ обслуговування дітей дошкільного віку та учнів 1-3 класів; відділ обслуговування учнів 5-9 класів. Бібліотека впроваджує іноваційні форми роботи. Працює за проектом «Пізнаємо Україну через її мистецтво». Є народознавчий куточок «Покуття».
Бібліотека входить до складу Централізованої бібліотечної системи Солом'янського району м. Києва.